# ANBO-41

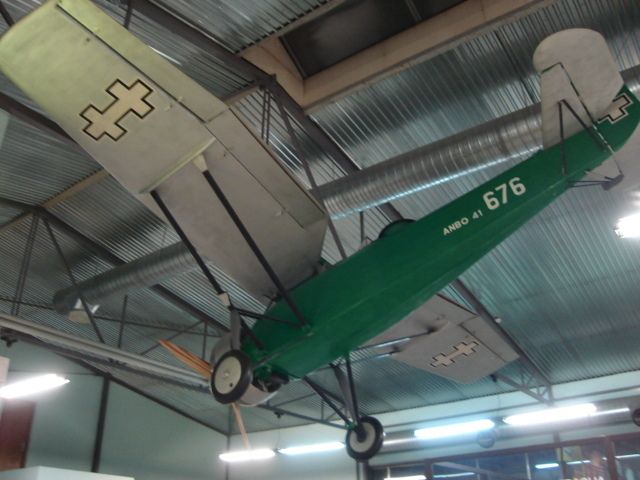
Anbo 41-I.jpg

АНБО-41 (лит. ANBO-41) — литовский ближний разведчик и лёгкий бомбардировщик конструкции Антанаса Густайтиса (лит. Antanas Gustaitis).

## История создания
ANBO-41 является дальнейшим развитием ANBO-IV и отличается от него установкой более мощного двигателя и несколько увеличенными крыльями.
В 1936 году британский двигатель Бристоль «Пегасус» 11 (англ. Bristol Pegasus XI), мощностью 1000 л.с., был установлен на ANBO-IV Nr.70 второй серии. Самолёт испытывался с двухлопастным пропеллером, но, в итоге, было принято решение на серийных самолётах использовать трёхлопастные пропеллеры конструкции А.Густайтиса.
Первый серийный ANBO-41 Nr.671 был произведён в декабре 1936 года и поднялся в воздух в январе 1937 года.
До конца мая 1937 года были произведены ещё шесть самолётов этой серии: Nr.672, 673, 674, 675, 676, 677, а в июне 1937 года — последние два: Nr.678, 679. Новые крылья были также изготовлены для ANBO-IV Nr.70, доводя его до стандарта ANBO-41.

## Описание конструкции
Фюзеляж из клёпанных дюралюминиевых трубок, с тканевой обшивкой. Передняя часть фюзеляжа до кабины — из алюминиевых листов. Крылья деревянные, с тканевой обшивкой.

## Боевое применение
Использовались авиаотрядом 29-го стрелкового корпуса РККА (29-й эскадрильей): на вооружении было 14 самолётов ANBO-41.

## Тактико-технические характеристики
| Размеры           |                      |                         |
| Размах крыла, м   | 13,25                | 13,25                   |
| Площадь крыла, м² | 30                   | 30                      |
| Длина, м          | 8,85                 | 8,85                    |
| Двигатель         |                      |                         |
|                   | Bristol «Pegasus» XI | Bristol «Pegasus» XXIII |